# デズリー
デズリー（Des'ree、本名：Desirée Annette Weekes、1968年11月30日 - ）は、イギリス・ロンドン出身のポップ／ソウル歌手、シンガーソングライター。代表曲は「FEEL SO HIGH」「ユー・ガッタ・ビー」「ライフ」など。

## 来歴
イギリス・ロンドンで生まれ育った彼女は、バルバドス出身の父とイギリス領ギアナ（現在のガイアナ）生まれの母にレゲエやカリプソ、ジャズ音楽を教わる。家族と共にバルバドスで過ごした3年間の後、14歳の時に音楽の世界に入る決心をする。10代から作詞・作曲をし始め、23歳の時に初めて作成したデモテープがきっかけで音楽プロデューサーであるアシュリー・イングラムと知り合い1991年デビュー。1992年にシングル「FEEL SO HIGH」がイギリスでチャート13位に、オーストラリアでは28位を記録。
1994年、シングル「ユー・ガッタ・ビー」が大ヒット。イギリスのみならず、アメリカでもビルボードで80週連続でチャートインするなど世界中にその名を知られるようになる。
セカンド・アルバム『アイ・エイント・ムーヴィン』は全世界で160万枚を超えるセールス。1995年に行われたシールとのアメリカ・ツアーも成功を収める。1996年には、映画『ロミオ+ジュリエット』のサウンドトラックに「キッスィング・ユー」が収録される。
1998年、シングル「ライフ」がヨーロッパで大ヒット。「ライフ」は日本では、1999年にテレビドラマ『to Heart 〜恋して死にたい〜』のオープニング・テーマに起用され、オリコン洋楽シングルチャートでは1999年8月9日付から8週連続1位を獲得した。
1999年、ブリット・アワードのイギリス女性ソロ・アーティスト部門を受賞する。2003年にはアルバム『ドリーム・ソルジャー』をリリースした。

## 私生活
ベジタリアンである。1999年から2003年まで、ロンドンのキャンバーウェル・カレッジ・オブ・アーツで写真、陶芸、芸術を学んだ。

## ディスコグラフィ

### スタジオ・アルバム
- 『マインド・アドヴェンチャーズ』 - Mind Adventures (1992年、Sony)
- 『アイ・エイント・ムーヴィン』 - I Ain't Movin' (1994年、Sony)
- 『スーパーナチュラル』 - Supernatural (1998年、Sony)
- 『ドリーム・ソルジャー』 - Dream Soldier (2003年、Sony)
- A Love Story (2019年、Stargazer)

### コンピレーション・アルバム
- 『ミスティック・ミキシーズ』 - Mystic Mixes (1999年、Sony)
- 『絶滅寸前の種〜レア・トラック集』 - Endangered Species (2000年、Sony) ※B面、レア・トラック集

### シングル
- 「FEEL SO HIGH」 - "Feel So High" (1991年)
- 「サン・オブ'79」 - "Sun Of '79" (1992年) ※日本限定
- "Mind Adventures" (1992年)
- 「ホワイ・シュッド・アイ・ラヴ・ユー」 - "Why Should I Love You" (1992年)
- 「ユー・ガッタ・ビー」 - "You Gotta Be" (1994年)
- "I Ain't Movin'" (1994年)
- "Little Child" (1994年)
- 「キッスィング・ユー」 - "I'm Kissing You" (1997年)
- 「ライフ」 - "Life" (1998年)
- 「ホワッツ・ユア・サイン?」 - "What's Your Sign?" (1998年)
- 「ゴッド・オンリー・ノウズ」 - "God Only Knows" (1999年)
- "You Gotta Be" (remix) (1999年)
- 「イッツ・オーケイ」 - "It's Okay" (2003年)
- "Why?" (2003年)

### フィーチャリング参加シングル
- テレンス・トレント・ダービー : 「デリケート」 - "Delicate" (1993年)
- レディスミス・ブラック・マンバーゾ : "Ain't No Sunshine" (1999年)
- Together As One : "Wake Up the Morning" (A tribute to Damiloa Taylor) (2001年)